# Георги Караманев
Георги Митев Караманев е български политик общественик и дипломат, дългогодишен деец на Българската комунистическа партия, министър на вътрешната търговия и услугите от 1971 до 1984, министър на търговията с потребителски стоки от 1984 до 1986, Зам. председател на Министерския съвет през 1982 – 1987 г., председател на Социалния съвет при Министерския съвет от 1986 до 1987, председател на асоциация „Търговия и услуги“ от 1987 до юли 1988 г. и посланик на България в Гърция от юли 1988 до март 1991 година.

## Биография
Роден е на 10 май 1931 г. в пловдивското село Розовец. Завършва гимназия в гр. Брезово, после Института по народно стопанство „Плеханов“ – Москва. Започва кариерата си като комсомолски секретар в Пловдив. От 1944 е член на РМС, а от 1951 и на БКП. От 1958 до 1963 г. е секретар на ЦК на ДКМС. След това става секретар на Окръжния комитет на БКП в Пловдив. През 1964 г. става първи секретар на Градския комитет на БКП в Пловдив. Освен това е началник на управление „Българска кинематография“ и първи заместник-председател на Софийския народен съвет. Дългогодишен народен представител от Пловдив, Видин, София. От 1969 г. е първи заместник-министър на вътрешната търговия. През 1971 поема поста министър на вътрешната търговия и услугите от Пеко Таков, на който е до януари 1984 г., когато е избран след структурни промени в правителството за министър на търговията с потребителски стоки какъвто е до януари 1986 г. когато министерството е закрито, а Георги Караманев е преизбран за заместник-председател на Министерския съвет какъвто е от 1982 и продължава да е до август 1987 г. и е избран и за председател на Социалния съвет при МС, на който пост също е до август 1987 г. когато този съвет е закрит. От1987 до юни 1988 г. Георги Караманев е председател на създадената асоциация „Търговия и услуги“ която е стопанска обществена организация доброволен съюз на самоуправляващите се стопански предприятия в областта на търговията и услугите. Асоциацията е закрита през юни 1988 г., а през юли 1988, Георги Караманев е назначен за посланик в Република Гърция какъвто е до март 1991 г. когато е освободен от поста и пенсиониран. От 1971 до 1976 г. е кандидат-член на ЦК на БКП. Между 1976 и 1990 г. е член на ЦК на БКП. Народен представител в Пето, Шесто, Седмо, Осмо и Девето народно събрание.
През 1991 е уволнен, образувано е дело срещу него за злоупотреба с влияние, по което е оправдан. През 1993 г. е обвинен по Дело номер 3 с още 21 души (общо 22 души) бивши заместник-председатели на Министерският съвет и секретари на Централният комитет на БКП за подписани в качеството му на Зам. председател на Министерския съвет правителствени решения предоставени безвъзмездни помощи на страни от Третия свят. Делото е прекратено през 2000 г. В края на 2008 г. осъждат заедно със Стоян Михайлов, Станиш Бонев, Емил Христов, Милко Балев, Йордан Йотов, Григор Стоичков, Иван Илиев, Георги Йорданов България в Европейския съд по правата на човека в Страсбург за несправедлив и неразумно дълъг процес срещу тях. Между 2001 и 2006 г. публикува свои мемоари.
Съпруга – Нинел (1929 – 2017 г.). Има двама сина – Димитър и Владимир, и трима внуци.
Починал на 26 март 2021 г. Архив на оригинала от 2021-12-08 в Wayback Machine.